# Centromerus incilium
Centromerus incilium là một loài nhện trong họ Linyphiidae. Con đực và cái có kích thước 2,2 mm.